# دولت‌آباد (زاوه)
دولت‌آباد نام شهری و مرکز شهرستان زاوه در استان خراسان رضوی است. این شهر در ۳۰ کیلومتری تربت حیدریه قرار گرفته‌است.

## جمعیت
بر پایه سرشماری عمومی نفوس و مسکن در سال ۱۳۹۵ جمعیت این شهر ۹٬۳۲۹ نفر (در ۲٬۹۳۹ خانوار) بوده‌است.
جمعیت این شهر به دلیل کمتر بودن امکانات و زیرساخت‌های علمی رشد منفی دارد و به دلیل نزدیکی به شهر تربت حیدریه مهاجرت می‌کنند.

## کاربرد دولتی
شهرستان زاوه یک منطقه بسیار بزرگ در شرق شهرستان تربت حیدریه است که در سال 1387 به دلیل وسعت زیاد به عنوان یک شهرستان استقلال یافت.

## آب و هوا
آب و هوای شهر دولت‌آباد در زمستان سرد و در تابستان گرم و خشک می‌باشد.

## اماکن تاریخی، آثار باستانی و جهانگردی

### آثار ثبت‌شده
حمام قدیمی نجف خان مربوط به سدهٔ ۱۱ ه.ق است و در شهر دولت آباد واقع شده است. این اثر در تاریخ ۲۴ اسفند ۱۳۸۳ با شمارهٔ ثبت ۱۱۶۵۸ به‌عنوان یکی از آثار ملی ایران به ثبت رسیده است.
مسجد نجف خان دولت‌آباد مربوط به دوره افشاریه است و در سمت جنوب دولت‌آباد شهرستان زاوه واقع شده و این اثر در تاریخ ۵ تیر ۱۳۸۴ با شمارهٔ ثبت ۱۱۹۱۰ به‌عنوان یکی از آثار ملی ایران به ثبت رسیده است.
آب‌انبار نجف خان؛ نام آب‌انباری تاریخی مربوط به سدهٔ ۱۲ قمری - دورهٔ افشار است و در شهرستان زاوه، شهر دولت‌آباد، خیابان شهید رجایی واقع شده و این اثر در تاریخ ۲۵ آبان ۱۳۸۴ با شمارهٔ ثبت ۱۳۸۶۱ به‌عنوان یکی از آثار ملی ایران به ثبت رسیده‌است.